# 藤森加奈
藤森 加奈（ふじもり かな）は、日本のファッションモデル・女優である。香川県出身。A型。ディスカバリー・ネクスト所属。

## 来歴・人物
香川県出身。
書道師範、普通自動車第一種免許、普通救命技能認定の資格を持つ。兄が二人いる。

## 出演

### テレビ
- 世にも奇妙な物語（フジテレビ）
- エチカの鏡（フジテレビ）
- ザ☆シャッフル（日本テレビ）
- イチハチ（TBSテレビ）
- 7スタブラッチ（テレビ東京）
- 華和家の四姉妹（TBSテレビ）
- その数字、解放せよ!（東海テレビ）
- 女神のマルシェ（日本テレビ）
- ものスタMOVE（テレビ東京）
- グータンヌーボ（フジテレビ）
- ニンゲン観察バラエティ モニタリング（TBSテレビ）
- ジョブチューン（TBSテレビ）
- ジェネレーション天国（フジテレビ）

### CM
- 任天堂 メイドインワリオ
- カルビー ポテかるっ
- 持田製薬
- リーブ21
- キリン FIRE
- キリン トリス
- 花王 ロリエ
- 花王 AUBE
- JAバンク
- スリムリフトエアー
- totoBIG
- 森永 フィラデルフィアクリームチーズ
- サントリー モルツ
- コカコーラ アクエリアス
- ユニクロ
- 花王 ビオレ マイルドクレンジングリキッド
- NEC
- 花王 ビオレ ふくだけコットン
- タケダ アリナミンEX
- オートバックス
- アサヒ スーパードライ
- エプソン品川アクアスタジアム
- アオキ

### ショー
- クロードモネ ヘアショー
- ファイブスター ヘアショー
- 88ステージ ファッションショー
- ネイルショー

### 雑誌
- ホットペッパービューティー（リクルート）
- 資生堂メイクカタログ
- 資生堂ヘア雑誌広告
- ホットペッパー（リクルート）
- パンテーン（P&G）
- トリンプ
- スイサイ（カネボウ）
- セガ
- KATE（カネボウ）
- 東京ガールズスナップ
- EDWIN
- キットソン
- アムウェイ
- ベルーナ
- ウエラ
- 医療広告
- タビオ
- 飲む生酵素
- フクスケ
- 美容脱毛器（トリア）
- ベビーカー（combi）
- アルソア化粧品
- ニコン
- Poco'ce
- オムニピース(Piece to Peace)
- エバメール
- 鎌倉（じゃらん）
- トヨタ
- 静岡（じゃらん）

### PV
- 3B LAB.☆S